# Hercostomus jani
Hercostomus jani är en tvåvingeart som beskrevs av Dyte 1957. Hercostomus jani ingår i släktet Hercostomus och familjen styltflugor.
Artens utbredningsområde är Tanzania. Inga underarter finns listade i Catalogue of Life.